# Don Diego og Pelageja
Don Diego og Pelageja (russisk: Дон Диего и Пелагея) er en sovjetisk film fra 1928 af Jakov Protasanov.

## Medvirkende
- Marija Bljumental-Tamarina som Pelageya Diomina
- Anatolij Bykov som 'Don Diego'
- Vladimir Mikhajlov
- I. Levkojeva som Natasja
- Ivan Judin som Misja